# Szergej Andrejevics Alimov
Szergej Andrejevics Alimov, oroszul: Сергей Андреевич Алимов (Moszkva, 1921. szeptember 14. – Moszkva, 1990. október 17.)  szovjet nemzetközi labdarúgó-játékvezető.

## Sportpályafutása

### Labdarúgóként
- 1935-1940 között a Gumi (Moszkva) csapatában játszott,
- 1941-ben a Vörös Rózsa  egyesületben. A második világháborút követően 1946-1947 között még sportolt az egyesületben.

### Labdarúgó-játékvezetőként

#### Nemzeti játékvezetés
A játékvezető vizsgát 1947-ben tette le és 1954-ben lett az I. Liga játékvezetője. A nemzeti játékvezetéstől 1966-ban vonult vissza. Első ligás mérkőzéseinek száma: 121.

##### Nemzeti kupamérkőzések
Vezetett Kupa-döntők száma: 1.

###### Szovjet Kupa
| Időpont           | Helyszín               | Mérkőzés típusa | Mérkőzés                             | Eredmény | Nézők száma |
| ----------------- | ---------------------- | --------------- | ------------------------------------ | -------- | ----------- |
| 1967. november 8. | Lenin Stadion, Moszkva | döntő           | FK Gyinamo Moszkva–PFK CSZKA Moszkva | 3 – 0    | 80 000      |

### Nemzetközi játékvezetés
A Szovjet Labdarúgó-szövetség Játékvezető Bizottsága (JB) terjesztette fel nemzetközi játékvezetőnek, a Nemzetközi Labdarúgó-szövetség (FIFA) 1961-től tartotta nyilván bírói keretében. Több nemzetek közötti válogatott és klubmérkőzést vezetett, vagy működő társának partbíróként segített. Az orosz nemzetközi játékvezetők rangsorában, a világbajnokság-Európa-bajnokság sorrendjében többedmagával a 17. helyet foglalja el 2 találkozó szolgálatával. Az aktív nemzetközi játékvezetést 1966-ban fejezte be. Nemzetközi mérkőzéseinek száma: 30. Válogatott mérkőzéseinek száma: 3.

#### Világbajnokság
A világbajnoki döntőhöz vezető úton Angliába a VIII., az 1966-os labdarúgó-világbajnokságra a FIFA JB játékvezetőként alkalmazta. 

##### 1966-os labdarúgó-világbajnokság

###### Selejtező mérkőzés
| Időpont         | Helyszín                | Mérkőzés típusa           | Mérkőzés             | Eredmény | Nézők száma |
| --------------- | ----------------------- | ------------------------- | -------------------- | -------- | ----------- |
| 1965. május 23. | Śląski Stadion, Chorzów | előselejtező (8. csoport) | Lengyelország–Skócia | 1 : 1    | 67 462      |

#### Európa-bajnokság
Az európai-labdarúgó torna döntőjéhez vezető úton Spanyolországba az II., az 1964-es labdarúgó-Európa-bajnokságra az UEFA JB játékvezetőként foglalkoztatta. 

##### 1964-es labdarúgó-Európa-bajnokság

###### Selejtező mérkőzés
| Időpont            | Helyszín                              | Mérkőzés típusa           | Mérkőzés          | Eredmény | Nézők száma |
| ------------------ | ------------------------------------- | ------------------------- | ----------------- | -------- | ----------- |
| 1962. november 21. | Walter Ulbricht Stadion, Kelet-Berlin | előselejtező első forduló | NDK–Csehszlovákia | 2 : 1    | 50 000      |

## Sportvezetőként
1956 és 1976 között a Szovjetunió bírói tanácsának tagja.  1954 és 1972 között  Moszkvai bírók tanácsának elnökségi tagja.

## Sikerei, díjai
- A Nagy Honvédő Háborút követően megkapta a katonai díszek és érmek elismerést.
- A Szovjetunióban elismerésül, a 100 első osztályú bajnoki mérkőzés vezetését követően arany, jelvényt kapott. Pályafutása alatt kilencszer volt a Év legjobb bírója (1959, 1960, 1961, 1962, 1963, 1964, 1965, 1966, 1967).